# Fantu Magiso
Fantu Magiso (née le 9 juin 1992) est une athlète éthiopienne, spécialiste du 800 mètres. 

## Biographie
Fantu Magiso se distingue dans les meetings de la Ligue de diamant 2012 en améliorant à trois reprises le record d’Éthiopie du 800 m. Début mai, à Doha, elle porte le record national à 1 min 57 s 90, se classant deuxième de la course derrière la Kényane Pamela Jelimo. Créditée de 1 min 57 s 56 fin mai au Golden Gala de Rome, elle établit un troisième record d’Éthiopie successif en 1 min 57 s 48 début juin à New York lors de l'Adidas Grand Prix.

### Palmarès
| Date | Compétition                    | Lieu     | Résultat | Épreuve   | Temps              |
| ---- | ------------------------------ | -------- | -------- | --------- | ------------------ |
| 2011 | Championnats d'Afrique juniors | Gaborone | 2e       | 200 m     | 23 s 90 (NR)       |
| 2011 | Championnats d'Afrique juniors | Gaborone | 1re      | 400 m     | 52 s 09            |
| 2011 | Championnats d'Afrique juniors | Gaborone | 3e       | 4 x 400 m | 3 min 39 s 82 (NR) |
| 2011 | Jeux africains                 | Maputo   | 2e       | 800 m     | 2 min 03 s 22      |
| 2012 | Championnats du monde en salle | Istanbul | 4e       | 800 m     | 2 min 00 s 30      |

### Records
| Épreuve | Épreuve   | Performance        | Lieu     | Date         |
| ------- | --------- | ------------------ | -------- | ------------ |
| 400 m   |           | 52 s 09 (NR)       | Gaborone | 13 mai 2011  |
| 800 m   | Plein air | 1 min 57 s 48 (NR) | New York | 9 juin 2012  |
| 800 m   | Salle     | 2 min 00 s 30      | Istanbul | 11 mars 2012 |